# Dangerously in Love (Destiny's Child)
Dangerously in Love è un brano musicale R&B-soul scritto dalla leader delle Destiny's Child, Beyoncé. La ballata fu incisa dal gruppo, per il loro terzo studio album Survivor.
Nel 2003, Beyoncé registrò nuovamente il brano, con un titolo diverso, per il primo album da solista, che intitolò proprio come l'originale pezzo da lei scritto per il gruppo, Dangerously in Love.

## Dangerously in Love 2
Beyoncé registrò nuovamente la canzone per il album di debutto Dangerously in Love cambiandole il titolo in Dangerously in Love 2. La versione di Beyoncé ricevette buoni responsi dalla critica musicale e, per svariate settimane, circolò sulle radio statunitensi, anche se negli altri paesi non fu mai pubblicato. Non è mai stato girato un video per la canzone, anche se, spesso, su BET viene trasmessa la performance della cantante, registrata anche sull'album live Beyoncé: Live at Wembley.
Beyoncé cantò dal vivo il brano per la prima volta ai Grammy Awards 2004, dove vinse anche un award come Best Female R&B Vocal Performance. Spesso, la canta come preludio a Crazy in Love, come nel suo primo tour mondiale di concerti The Beyoncé Experience con una sua cover di He Loves Me (Lyzel in E Flat) canzone del 2000 di Jill Scott e più recentemente in un medley con la versione ballad di Sweet Dreams e la cover della famosa Sweet Love di Anita Baker.
Il 14 giugno 2006 la canzone è stata certificata disco d'oro dal RIAA per aver venduto più di 500 000 copie.

## Classifiche
| Classifica (2004)                    | Posizione massima |
| ------------------------------------ | ----------------- |
| U.S. Billboard Hot 100               | 57                |
| U.S. Billboard Hot R&B/Hip-Hop Songs | 17                |
| Classifica (2009)                    | Posizione massima |
| U.S. Billboard Hot Ringtones         | 31                |